# Phanoxyla
Phanoxyla is een geslacht van vlinders uit de onderfamilie Macroglossinae van de familie pijlstaarten (Sphingidae).

## Soorten
- Phanoxyla hystrix (R. Felder, 1874)